# Krawinkel (Bad Bibra)
Krawinkel ist ein Ortsteil der Stadt Bad Bibra im Burgenlandkreis in Sachsen-Anhalt, Deutschland.

## Geografie
Krawinkel liegt zwischen Weimar und Halle (Saale).

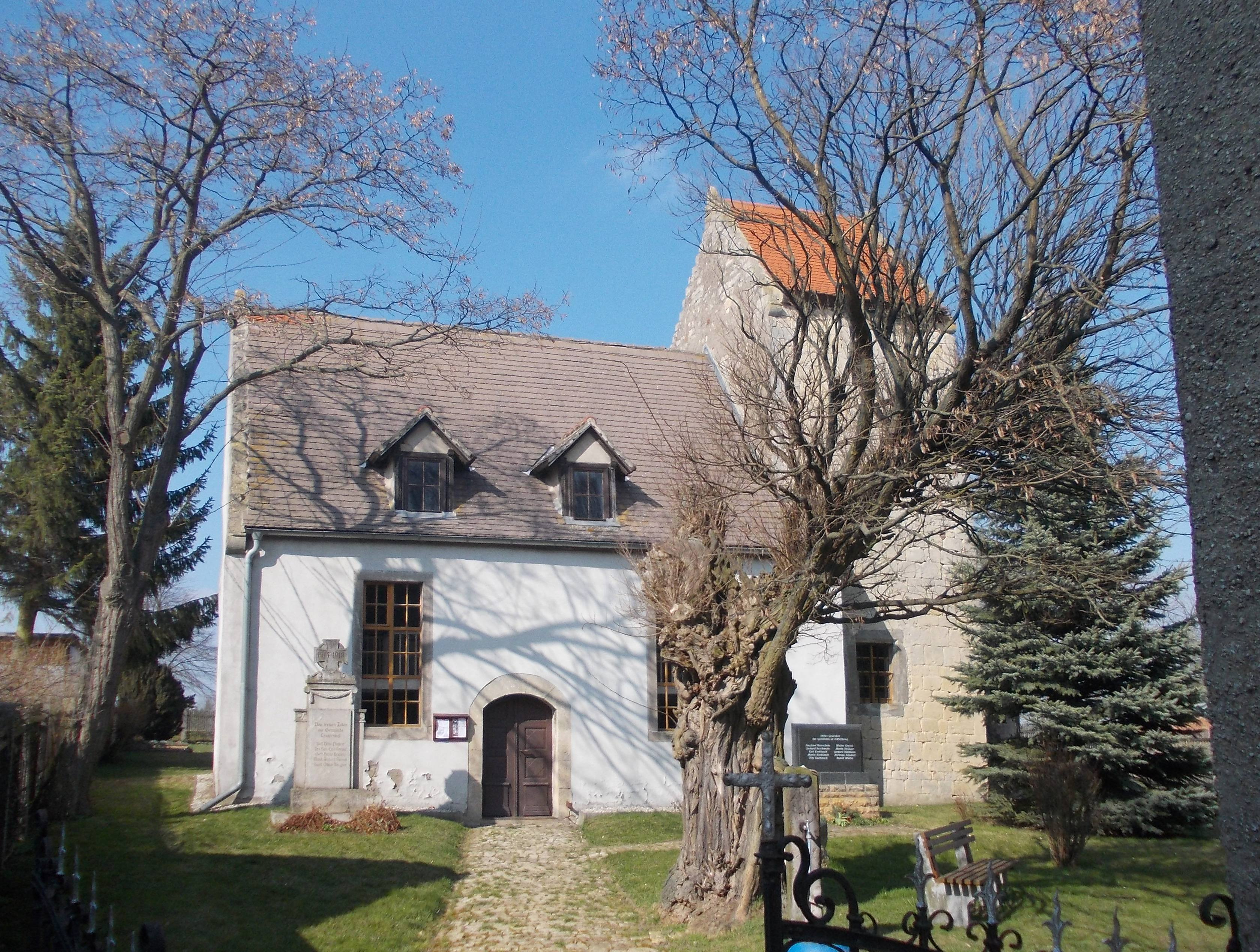
Kirche des Heiligen Georg

## Geschichte
Krawinkel wurde urkundlich erstmals 1351 als Crawinkil, als Ort im Krähenwinkel erwähnt, als das Stift Bibra diesen Ort von den Vögten von Weida erhielt. Nach dem Ort benannte sich das Adelsgeschlecht Krahwinkel. Ober- und Niedergerichte im Dorf und Feld gehörten 1454 dem Besitzer von Kirchscheidungen, Heinrich von Wildenfels, der sich damals in Köln aufhielt. 
Die Schreibweise des Ortsnamens lautete nach dem Amtserbbuch von 1550 Krohwingkel, Krohewingkel und Krohewinckel. Im Ort lebten damals 13 besessene Mann, darunter zwei Anspänner. Diese Männer unterstanden direkt dem kursächsischen Amt Eckartsberga. Die anderen Personen unterstanden denen von Rockhausen auf Kirchscheidungen und denen von Heßler und waren teilweise auch dem Kapitel zu Bibra und dem Kloster Mergenthal lehen- und zinsbar. Der andere Teil von Krawinkel gehörte ins kursächsische Amt Freyburg.
Lehnsherren und Kollator der Pfarrstelle von Krawinkel waren ebenfalls die von Rockhausen auf Kirchscheidungen. Später fiel der Ort an die von der Schulenburg auf Burgscheidungen. 1815 kam der Ort zu Preußen und wurde 1816 dem Kreis Eckartsberga angegliedert.
Bis zum 30. Juni 2009 war Krawinkel ein Ortsteil der Gemeinde Golzen. Diese wurde am 1. Juli 2009 in die Stadt Bad Bibra eingemeindet.